# 近畿矯正管区
近畿矯正管区（きんききょうせいかんく）は、法務省矯正局が所管している日本に8つある矯正管区の1つ。2025年4月1日までは大阪矯正管区という名称が使用されていた。

## 所管
滋賀県・京都府・大阪府・兵庫県・奈良県・和歌山県の各府県にある刑事施設・少年施設の監督

## 所在地
大阪市中央区大手前四丁目1番67号　大阪合同庁舎第2号館別館7階

## 所管施設一覧

### 刑事施設（刑務所・少年刑務所・拘置所）
- 京都刑務所
- 大阪刑務所
- 西日本成人矯正医療センター
- 神戸刑務所
- 加古川刑務所
- 播磨社会復帰促進センター
- 和歌山刑務所
- 姫路少年刑務所
- 京都拘置所
- 大阪拘置所
- 神戸拘置所

大阪矯正管区内では、京都刑務所・大阪刑務所・神戸刑務所の3施設を合わせて「3B」、これに姫路少年刑務所を足して「4B」と称する。（「B」とは収容分類級のB級のこと）また京都拘置所・大阪拘置所・神戸拘置所の3施設を合わせて「3拘」と称することもある。
奈良少年刑務所は平成29年3月末で閉庁し，奈良拘置支所として京都拘置所の管下になった。滋賀刑務所は令和4年3月末で廃止され拘置支所として、開所され、京都拘置所の管下になった。

### 少年施設（少年院・少年鑑別所）
- 京都医療少年院（京都府宇治市）
- 浪速少年院（大阪府茨木市）

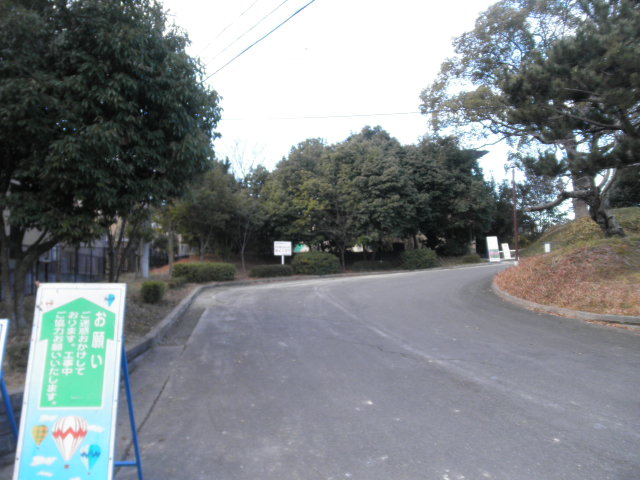
奈良少年院

- 交野女子学院（大阪府交野市）- 名古屋矯正管区内の女子収容生を受け入れている。
- 和泉学園
- 加古川学園
- 奈良少年院
- 大津少年鑑別所
- 京都少年鑑別所
- 大阪少年鑑別所
- 神戸少年鑑別所
- 奈良少年鑑別所
- 和歌山少年鑑別所

宇治少年院は平成20年3月末に閉鎖した。